# Coelioxys spinosa
Coelioxys spinosa là một loài Hymenoptera trong họ Megachilidae. Loài này được Dewitz mô tả khoa học năm 1881.